# Maratón en los Juegos Panamericanos
La maratón en los Juegos Panamericanos se disputa desde la edición inaugural Buenos Aires 1951 en la rama masculina, y desde Indianápolis 1987 en la rama femenina.

## Ganadores

### Masculinos
| Año  | Atleta               | Tiempo  |
| ---- | -------------------- | ------- |
| 1951 | Delfo Cabrera        | 2:35'01 |
| 1955 | Doroteo Flores       | 2:59'10 |
| 1959 | John J. Kelley       | 2:27'55 |
| 1963 | Fidel Negrete        | 2:27'56 |
| 1967 | Andy Boychuk         | 2:23'03 |
| 1971 | Frank Shorter        | 2:22'40 |
| 1975 | Rigoberto Mendoza    | 2:25'03 |
| 1979 | Radamés González     | 2:24'10 |
| 1983 | Jorge González       | 2:12'43 |
| 1987 | Ivo Rodrigues        | 2:20'13 |
| 1991 | Ignacio Alberto Cuba | 2:19'27 |
| 1995 | Benjamín Paredes     | 2:14'44 |
| 1999 | Vanderlei de Lima    | 2:17'20 |
| 2003 | Vanderlei de Lima    | 2:19'08 |
| 2007 | Franck de Almeida    | 2:14'03 |
| 2011 | Solonei da Silva     | 2:16'37 |
| 2015 | Richer Pérez         | 2:17'04 |
| 2019 | Cristhian Pacheco    | 2:09'32 |

### Femenino
| Año  | Atleta                     | Tiempo  |
| ---- | -------------------------- | ------- |
| 1987 | María del Carmen Cárdenas  | 2:52'06 |
| 1991 | Olga Appell                | 2:43'36 |
| 1995 | Maria Trujillo             | 2:43'56 |
| 1999 | Érika Olivera              | 2:37'41 |
| 2003 | Márcia Narloch             | 2:39'54 |
| 2007 | Mariela González           | 2:43'11 |
| 2011 | Adriana Aparecida da Silva | 2:36'37 |
| 2015 | Adriana Aparecida da Silva | 2:35'40 |
| 2019 | Gladys Tejeda              | 2:30'55 |